# V2L
V2L(Vehicle to Load)은 V2G의 개념 중 하나로, 전기차에 탑재된 배터리의 전력을 외부로 끌어다 사용할 수 있는 기술이다.

## 상세
V2L은 통합 충전 시스템과 차량 충전관리 시스템을 통해 별도의 추가 장비 없이 외부로 최대 3.6kW의 소비전력을 공급할 수 있다. 일반 가정에서 사용하는 것보다 높은 소비전력을 제공하기 때문에 야외에서 가전제품, 전자기기 등을 쉽게 충전·사용할 수 있다. V2L은 2021년에 출시된 현대자동차 아이오닉 5에 처음 적용되었으며, 배터리 최대 용량의 70%를 V2L로 사용 가능하다. 이와 비슷한 기술로는 2018년 닛산 리프에 적용된 V2H 기술이 있으며, 전기차와 집을 연결하여 집으로부터 전력을 끌어오거나 반대로 전력을 공급할 수 있다.

## 주요 키워드
- 통합 충전 시스템(ICCU, Integrated Charging Control Unit)
- 차량 충전관리 시스템(VCMS, Vehicle Charging Management System)
- 전기차 탑재용 충전기(OBC, On Board Charger)

## 같이 보기
- 아이오닉 5
- E-GMP
- 현대자동차